# Sisto Locatelli

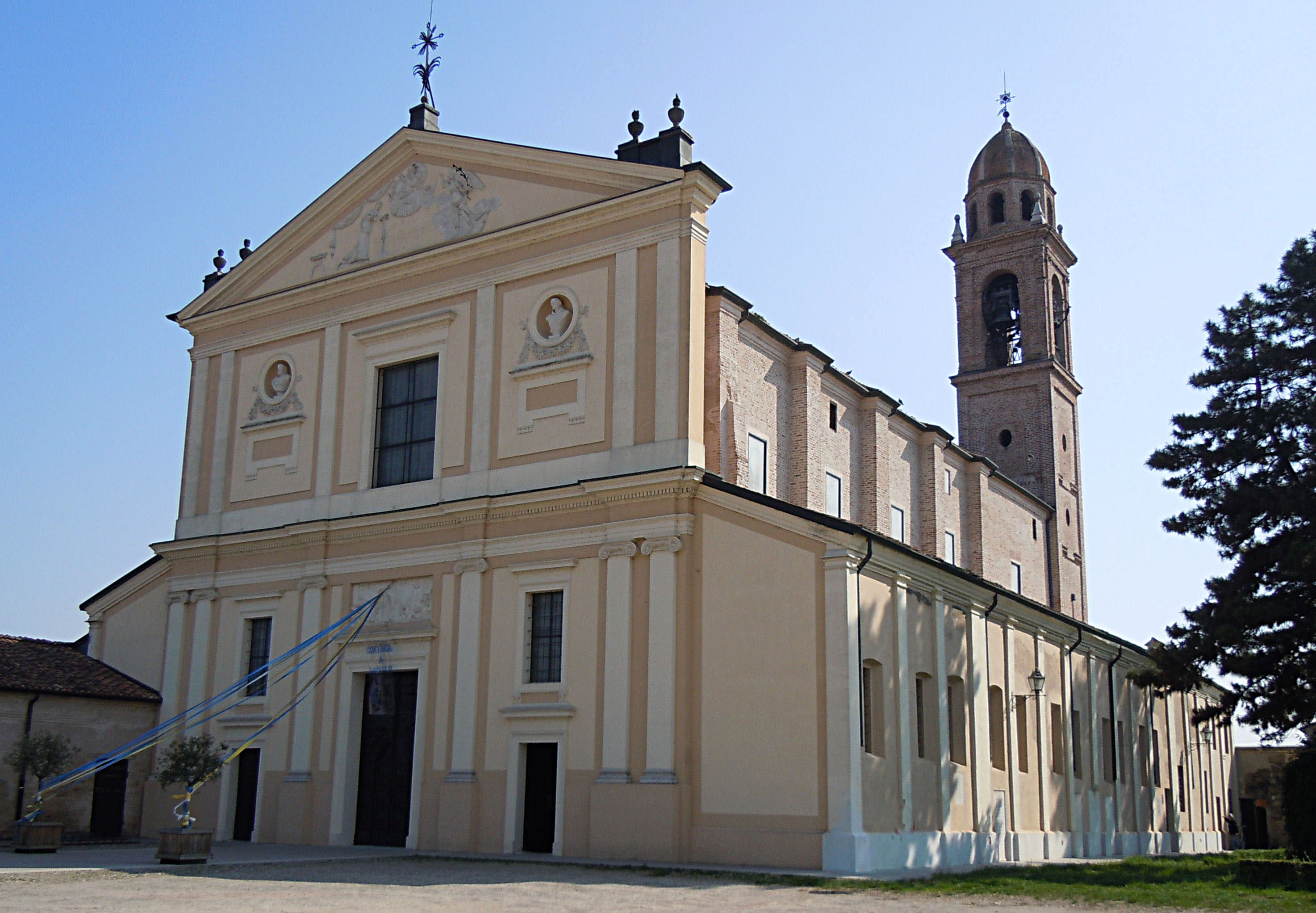
Chiesa di Santa Maria Annunciata

Beato Sisto Locatelli (Rivarolo Mantovano, 1463 – Mantova, 17 novembre 1533) è stato un religioso italiano.

## Biografia
Vestì giovanissimo l'abito francescano e si dedicò alla predicazione.
Istituì il 25 marzo 1512 nel suo paese natale il Monte di Pietà.
Morì nel 1533 nel convento di San Francesco di Mantova. Il suo corpo venne trasferito nel 1799 nella chiesa parrocchiale di Rivarolo Mantovano.